# Електронна библиотека
Електронната библиотека е сбор върху електронен носител на разнообразни материали от общ или специализиран характер. Тя може да бъде част от традиционна библиотека, или самостоятелен сайт в интернет пространството.

## История
Появата на концепцията за дигитална библиотека е свързана с имената на Пол Отле и Анри Лафонтен. През 1895 г. те започват проекта Mundaneum, опит за систематичен каталог на световното знание, като целта им е световен мир. Истинската реализация на идеята им идва 100 години по-късно с възхода на интернет.
Ванивар Буш и Дж. Ликлайдер (J.C.R. Licklider) доразвиват идеята и я прилагат към технологията. След като вижда разрушенията в Хирошима, Буш решава да насочи усилията си към технология, която не разрушава, а спомага за усвояване на знанията. Той си представя машина с екрани, пулт за управление и клавиатура. Нарича я "Memex". През 1956 г., фондацията "Форд" финансира проучване на Ликлайдер за внедряване на подобна технология в библиотеките. След около десетилетие той пише книгата Libraries of the Future, в която излага визията си за система от компютри, предназначена за достъп до човешкото знание. Тя трябва да включва три компонента: корпус от знание, въпрос и отговор. Нарича я "procognitive system".
Сред първите проекти е създаването на електронен картов каталог: Online Public Access Catalog (OPAC). Успехът му води до това, че към 1980 г. OPAC измества традиционните картови каталози в много библиотеки. Това позволява усилията да се насочат към разширяване на достъпа до материалите и тяхното споделяне извън конкретната библиотека.
Сред първите примери на дигитална библиотека е Education Resources Information Center (ERIC), база данни с цитирания, резюмета и текстове, предназначена за образование. Създадена през 1964, тя става достъпна онлайн чрез  DIALOG през 1969.
През 1994 г. електронните библиотеки получават значително финансиране от Националната научна фондация на САЩ съвместно с DARPA и NASA В разработките участват шест американски университета, а междинните резултати са публикувани през май 1996. В проекта на Станфордския университет участват Сергей Брин и Лари Пейдж и това води до основаването на Google.
Сред ранните опити за модел на дигитална библиотека е DELOS Digital Library Reference Model и 5S Framework.
Първият, съществуващ и до днес проект по създаване на електронна библиотека, е проектът Гутенберг през 1971 г. по инициатива на студента от Илинойския университет Майкъл Харт. Към 2005 г. колекцията му съдържа над 17 000 текста. 